# La Forêt en fête
Pour plus de détails, voir Fiche technique et Distribution.
La Forêt en fête (Carnival Boat) est un film américain d'Albert S. Rogell sorti en 1932.

## Synopsis
Honey, une jeune foraine est amoureuse de Buck Gannon au grand mécontentement de son père qui est contre cette union...

## Fiche technique
- Titre : La Forêt en fête
- Titre original : Carnival Boat
- Réalisation : Albert S. Rogell
- Scénario : James Seymour d'après une histoire de Marion Jackson et Don Ryan
- Producteurs : Harry Joe Brown (producteur associé) et Charles R. Rogers
- Société de production et de distribution : RKO
- Directeur musical : Max Steiner
- Photographie : Ted D. McCord
- Montage : John F. Link Sr.
- Direction artistique : Carroll Clark
- Costumes : Gwen Wakeling
- Pays d'origine : États-Unis
- Langue : Anglais
- Format : Noir & blanc - Son : Mono (RCA Photophone System)
- Genre : Comédie romantique
- Durée : 62 minutes
- Date de sortie :
  - États-Unis : 1932

## Distribution
- William Boyd : Buck Gannon
- Ginger Rogers : Honey
- Fred Kohler : Hack Logan
- Hobart Bosworth : Jim Gannon
- Marie Prevost : Babe
- Edgar Kennedy : Baldy
- Harry Sweet : Stubby
- Charles Sellon : Charley Lane
- Eddy Chandler : Jordan
- Walter Percival : DeLacey
- Jack Carlyle : L'assistant de DeLacey
- Joe Smith Marba : Windy